# Viktorija Fjodorovna Romanova orosz nagyhercegné
Viktorija Fjodorovna orosz nagyhercegné, született Viktória Melitta edinburgh-i hercegnő, első házassága révén Viktória Melitta hesseni nagyhercegné (angolul: Princess Victoria Melita of Edinburgh, németül: Prinzessin Viktoria Melita von Sachsen–Coburg–Gotha, Großherzogin von Hessen und bei Rhein, oroszul: Великая княгиня Виктория Фёдоровна Романова; Valletta, 1876. november 25. – Amorbach, 1936. március 2.) edinburgh-i, brit és szász–coburg–gothai hercegnő, első házassága révén Hessen nagyhercegnéje, második házassága révén előbb orosz nagyhercegné, majd Oroszország címzetes cárnéja.

## Származása és gyermekkora
Viktória Melitta hercegnő 1876 novemberében jött világra Málta szigetén a San Anton-palotában Alfréd edinburgh-i és brit királyi herceg és Marija Alekszandrovna orosz nagyhercegnő harmadik gyermekeként, egyben második leányaként. Első keresztnevét, a Viktóriát apai nagyanyja, Viktória brit királynő után kapta, míg a Melitta születési helyére, Máltára utalt.
Édesapja hiába volt Edinburgh hercege, a Brit Királyi Haditengerészet magas rangú tisztjeként gyakran időzött távol szülőföldjétől. Felesége és gyermekei rendszerint vele tartottak, mikor a herceg Málta partjainál állomásozott; Viktória Melitta így gyermekként sok időt töltött a szigeten. 1889-ben Alfréd herceg apai nagybátyja halála után a Szász–Coburg–Gotha Hercegség trónjára került, így a család Németországba költözött. Marija Alekszandrovna nagyhercegnő, akinek édesanyja maga is német származású volt, azonnal azonosult a német környezettel. A volt orosz nagyhercegnő soha nem érezte jól magát az angol udvarban, a németek iránt ellenben a kezdettől fogva szimpátiával és szeretettel fordult. A hercegné igyekezett ezt gyermekeibe is áttáplálni; német nevelőnőt fogadott melléjük és eredeti anglikán hitükről átkereszteltette őket a szász–coburg–gothai hercegek által elfogadott evangélikus kereszténységre.
Viktória Melitta hercegnő – aki a családban a „Ducky” becenévre hallgatott – meglehetősen nehéz természetű gyermek volt. Félénkségét és visszahúzódó magatartását mind édesanyja, mind legkedvesebb nővére, Mária hercegnő különböző módszerekkel akarták megtörni. Marija Alekszandrovna szigorú, katonás neveltetésben részesítette minden gyermekét. A kis Viktória Melitta igen szoros kapcsolatot ápolt nővéreivel, közülük is elsősorban Mária hercegnővel. Életük végéig élénk levelezést tartottak fenn, még akkor is, mikor Mária hercegnőt Románia királynéjává koronázták.
1891-ben Viktória Melitta leánytestvérei és édesanyja társaságában Szentpétervárra utaztak Alekszandra Georgijevna orosz nagyhercegné temetésére. Az ifjú Viktória Melitta, akit nem tartottak különösebb szépségnek, itt találkozott először elsőfokú unokatestvérével, Kirill Vlagyimirovics nagyherceggel. A fiatal nagyherceg mély benyomást tett a hercegnőre, Marija Alekszandrovna ellenben hevesen ellenzett bármiféle szorosabb kapcsolatot az unokatestvérek között. Az ortodox egyház tiltja ugyanis a rokonok közötti házasságot, azonfelül Marija Alekszandrovna nem volt jó véleménnyel unokaöccséről.

## Hesseni nagyhercegnéként

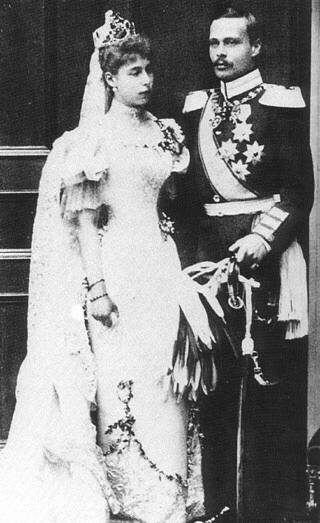
Ernő Lajos és Viktória Melitta hesseni nagyhercegi pár esküvői fényképe (1894. április 4.)

Viktória brit királynő egy másik unokáját, Ernő Lajos hesseni nagyherceget szemelte ki Viktória Melitta férjéül. Dacára a köztük fennálló unokatestvéri rokonságnak, Viktória Melitta és Ernő Lajos soha nem értették meg egymást. Mindkettejük tiltakozott a nagymama által erőltetett házasság gondolata ellen; végül mégis kénytelenek voltak meghátrálni a királynő akarata előtt.
Az esküvőt 1894. április 4-én tartották a Coburgi Ehrenburg-kastélyban az európai koronás fők jelenlétében. A menyegző egyike volt az év nagy társadalmi eseményeinek; annál is inkább, mivel itt jelentették be II. Miklós orosz cár és Alix hesseni hercegnő eljegyzését. Házasságával Viktória Melitta hesseni nagyhercegnéi címet kapott. Ernő Lajosnak és feleségének  két gyermeke született, ámbár az egyikük koraszülöttségénél fogva még csecsemőként meghalt:
- Erzsébet Mária hercegnő (1895–1903), kisgyermekként elhalálozott
- koraszülött fiúgyermek (1900. május 25.).

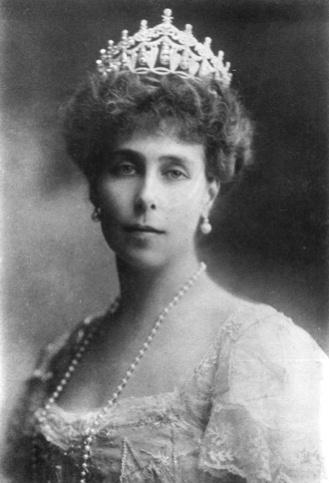
Viktória Melitta hesseni nagyhercegné

Ernő Lajos és Viktória Melitta frigye a kezdetektől fogva boldogtalannak bizonyult. A nagyherceg nem törődött feleségével, minden idejét egyetlen leányának szentelte; a kis Erzsébet hercegnő éppen ezért sokkal közelebb állt édesapjához, mint édesanyjához. Családi problémáik elől a nagyhercegi pár önfeledt partik, estélyek és szórakoztató teadélutánok adásába menekült. Otthonukban mindenkit szívesen láttak, különösen a művészeket fogadták nagy örömmel. A közéleti tevékenységeit ugyanakkor Viktória Melitta rendszeresen elhanyagolta: fontosabb leveleket hagyott megválaszolatlanul, lemondta az unalmasnak ígérkező összejöveteleket és élvezetét lelte a vele beszélő emberek ugratásában, ingerlésében; figyelmen kívül hagyta a számára ellenszenves, ám rangban fölötte álló személyeket. A nagyhercegné által háttérbe szorított hesseni nemesség Ernő Lajosnál tett panaszt Viktória Melitta viselkedésére; a nagyhercegnek magának sem nyerte el tetszését hitvese viselkedésmódja. A pár között majdhogynem napi rendszerességgel robbantak ki heves veszekedések, melyek elől a nagyhercegné nővéreihez tett látogatásokban és Bogdan nevű lován órákig tartó lovaglásban keresett menedéket. 1896-ban a házaspár hivatalos volt II. Miklós cár és neje koronázására. Az ünnepségek alkalmával Viktória Melitta újból találkozott Kirill Vlagyimirovics nagyherceggel; akivel ezúttal egymásba szerettek.
Ernő Lajos és Viktória Melitta házassága 1897-ben ment végleg tönkre, amikor a nővérétől hazatérő nagyhercegné rajtakapta férjét egy férfi szolgálóval. Bár a nagyhercegné nem hozta nyilvánosságra az ügyet, a családban mindenki értesült róla. Viktória királynő egyik nagykövete által szerzett róla tudomást; a királynő mégsem egyezett bele unokái válásába leányukra való tekintettel. 1901 januárjában meghalt Viktória királynő, lehetővé téve a házasság felbontását. A válást 1901. december 21-én mondták ki a Hesseni Legfelsőbb Bíróságon. Mindkét fél örömmel fogadta a házasság felbomlását; az európai udvarokban azonban nagy botrányt kavart.
Az elvált Viktória Melitta édesanyjához költözött, aki férje halála után a francia Riviérán rendezte be otthonát. Erzsébet hercegnő felügyeletét megosztották a két szülő között, a hercegnő az év egyik felét édesapjánál, a másikat édesanyjánál töltötte. A hercegnő Viktória Melittát hibáztatta a házasság tönkremeneteléért; soha nem bocsátott meg édesanyjának. Viktória Melitta próbált közelebb kerülni leányához, aki viszont mindinkább az apja felé fordult. „Mama azt mondja, szeret engem, de te ténylegesen is szeretsz” – mondta a hercegnő édesapjának. A fiatal Erzsébet hercegnő 1903. november 6-án tífuszos megbetegedés következtében váratlanul meghalt Lengyelországban, mialatt a cári családdal volt családi vakáción. Alix hesseni hercegnő, férjezett Alekszandra Fjodorovna cárné telegramban tájékoztatta sógornéját a hercegnő megbetegedéséről; a volt nagyhercegné azonban már nem ért oda leánya halálos ágyához.
Hetekkel leánya halála után Viktória Melitta hercegnő összeveszett a cári családdal. II. Miklós cár nem engedélyezte a hercegnő húga, Beatrix hercegnő és tulajdon öccse, Mihail Alekszandrovics nagyherceg házasságát a közöttük lévő rokoni kapcsolat miatt. Beatrix hercegnő belebetegedett az ítéletbe; Viktória Melitta pedig egy meglehetősen durva hangvételű levelet küldött a cári családnak.

## Második házassága és gyermekei
Miután Ernő Lajos és Viktória Melitta elváltak, a családtagok mindent elkövettek annak érdekében, hogy Kirill Vlagyimirovicsot és a volt nagyhercegnét távol tartsák egymástól. Marija Pavlovna nagyhercegné és mecklenburg–schwerini hercegnő, Kirill Vlagyimirovics édesanyja becsvágyó teremtés lévén arról győzködte fiát, hogy Viktória Melittát tartsa meg szeretőjének, ugyanakkor kössön házasságot egy megfelelő hercegnővel rangját megóvandó. Az orosz–japán háború során tanúsított hősies magatartásáért Kirill nagyherceget háborús hősként tisztelték; az uralkodó kénytelen volt visszahívni a fővárosba és engedélyezni számára az ország elhagyását. A nagyherceg Coburgba utazott Viktória Melittához, majd a pár Bajorországba látogatott. Itt egy kisvárosban, Tegernseeben 1905. október 8-án Kirill nagyherceg feleségül vette Viktória Melittát. A ceremónián nem vett más részt, csak a hercegnő édesanyja és Beatrix húga, közös jó barátjuk, Adlerburg gróf és a cselédség néhány tagja.
A házasság kitudódása parázs vitát robbantott ki a cári családban. Alekszandra Fjodorovna cárné sértve érezte a fivére és a családja becsületét, amiért is rávette II. Miklós cárt, hogy fossza meg a nagyherceget minden címétől és száműzze az országból. Emiatt Marija Pavlovna nagyhercegné megneheztelt az uralkodópárra, Vlagyimir Alekszandrovics nagyherceg kapcsolata unokaöccsével pedig véglegesen is tönkrement.
A száműzött házaspár előbb Coburgban, Marija Alekszandrovna nagyhercegnő birtokán talált otthonra. Később átköltöztek Párizsba, ahol a Champs-Élysées-n tartottak fenn egy méretes rezidenciát. A pár nagyvilági életéhez a szülők anyagi támogatása nyújtott hátteret. 1907-ben Viktória Melitta felvette az ortodox kereszténységet, ezzel is jelezve, hogy orosz nagyhercegnének tekinti magát. Párizsi száműzetésük alatt két leánynak adott életet: az első kisleányt nagyanyjai után a Marija, a másodikat édesapja után a Kira névre keresztelték. Később, már a forradalom alatt még egy fiuk jött világra, akinek apai nagyapja tiszteletére a Vlagyimir nevet adták:

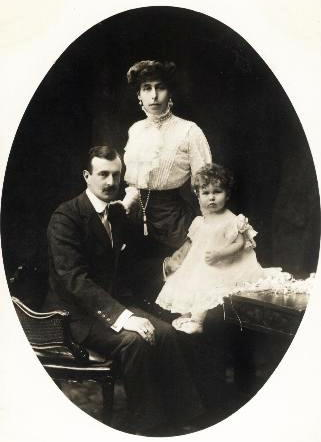
Kirill Vlagyimirovics nagyherceg, Viktorija Fjodorovna nagyhercegné és Marija Kirillovna hercegnő

- Marija Kirillovna hercegnő (1907–1951), házassága révén Leiningen címzetes hercegnéje
- Kira Kirillovna hercegnő (1909–1967), házassága révén Poroszország címzetes királynéja és Németország címzetes császárnéja
- Vlagyimir Kirillovics herceg (1917–1992), Oroszország címzetes cárja.

1910-ben II. Miklós cár, részben a szülők nyomására, részben azért, mert Kirill Vlagyimirovics a trónöröklési sorrend harmadik tagjává lépett elő, megbocsátott a nagyhercegnek. A család visszatért Szentpétervárra, visszakapta címeit és rangjait. Viktória Melitta hivatalosan is orosz nagyhercegné lett, a családi hagyományoknak megfelelően elhagyta leánykori nevét, és az oroszos „Viktorija Fjodorovna” nevet vette fel. A nagyhercegné hamar megkedvelte az orosz főváros pezsgő életét; ő maga gyorsan megnyerte a szentpétervári arisztokrácia rokonszenvét és barátságát. A nagyhercegné előszeretettel adott káprázatos estélyeket, vidám bálokat a pétervári társaság krémjének. Művészi hajlamait festészetben és szokatlan stílusú lakberendezésben élte ki; emellett gyűjtötte a szép ékszereket. Leányaival bensőséges, meghitt viszonyt alakított ki.
Az első világháború alatt a Vöröskeresztnél szolgált, mint ápolónő. Viktorija Fjodorovna és Kirill Vlagyimirovics mindig is ellenszenvvel viseltettek Raszputyin irányába, mert csalónak tartották. Így amikor Raszputyint 1916-ban meggyilkolták, ők is csatlakoztak azokhoz, akik azt kérték, ne büntessék meg az egyik elkövetőt, Dmitrij Pavlovics nagyherceget. A cár azonban elutasította a kérésüket. 1917-ben II. Miklós cár lemondott, Viktorija nagyhercegné pedig a forradalom mellé állt. Így írt nővérének, Mária román királynénak: „teljes szívemből és lelkemből eme szabadságharc mögé állok, amivel ugyanakkor valószínűleg aláírom saját halálos ítéletünket is…” A bolsevik kormány hatalomra kerülése után a nagyhercegné nézetei megváltoztak; ő lett az egyik legerősebben monarchista a Romanovok között.

## Száműzetésben, halála
A bolsevikok hatalomátvétele után a cári család tagjait üldözték, azonban az Ideiglenes Kormány megengedte a család számára, hogy Finnországba menjenek, mivel a nagyhercegné annak idején támogatta a forradalmat. Finnországban megszületett az utolsó gyermekük; a família nyomorgott és levélben kért segítséget a svéd királyi udvartól. Annak ellenére, hogy végül brit segítséggel hagyták el Finnországot, Viktorija Fjodorovna neheztelt angol rokonaira, mivel úgy vélte, azok nem tettek meg mindent a fehérek támogatásáért a bolsevikokkal szemben. A család eleinte Coburgban élt; a nagyhercegné szimpatizált a nácikkal, mivel azok gyűlölték a bolsevikokat. Kirill nagyherceg idegösszeomlása után a família a franciaországi Saint-Briac kisvárosba költözött át.
1924-ben Kirill nagyherceg felesége rábeszélésére a cári család fejének és Oroszország címzetes cárjának kiáltotta ki magát. „E hihetetlenül tevékeny és dinamikus asszony keze alatt Saint-Briac az orosz emigráció egyik gyülekezőhelyévé és a száműzetésbe kényszerült monarchia szimbolikus központjává lett.” A nagyhercegné 1924-ben még egy Egyesült Államok-beli körútra is vállalkozott a célból, hogy megnyerje a monarchiának az amerikaiak támogatását; erőfeszítéseit nem koronázta siker. A monarchia restaurálása mellett a nagyhercegné gyermekeire is nagy gondot fordított. Idősebb leánya, a visszahúzódó Marija Kirillovna hercegnő 1925-ben Károly leiningeni herceghez, a Leiningeni Hercegség címzetes uralkodójához ment nőül. Ifjabbik leánya, az élénkségéről és intelligenciájáról híres Kira Kirillovna ugyancsak egy német herceggel kötötte össze az életét. Lajos Ferdinánd porosz herceg II. Vilmos német császár unokájaként a császári ház fejének és a királyi trón igénylőjének vallotta magát. Viktorija Fjodorovna leányai kiházasítása mellett egyetlen fia taníttatását viselte a szívén. A nagyhercegné nem adta fiát a közoktatásba, a hajdani cári rendszerben megszokott módon magántanárokat fogadott a gyermek mellé. Trónörökösnek nevelte abban a szellemben, hogy egy napon majd ő lesz a cári család feje és az orosz trón címzetes ura. Viktorija nagyhercegné maga is uralkodónéhoz méltó módon élt, a helyi lakossággal hamar megkedveltette magát. A francia arisztokráciából és az orosz emigránsok közül kikerülő barátaival gyakran szervezett jótékonysági rendezvényeket, színi előadásokat és különböző partikat.
1933-ban a nagyhercegné ráébredt, hogy Kirill Vlagyimirovics hűtlen volt hozzá. Viktorija Fjodorovna gyermekeire való tekintettel nem kezdeményezett válást, az ügyet titokban tartotta; egészsége ugyanakkor megrendült: „ekkoriban kezdett csendes és mozdíthatatlan visszavonultságban élni, ami nyugtalanságot keltett környezetében”. A nagyhercegné nem sokkal ötödik unokája, Matild leiningeni hercegnő keresztelője után 1936 februárjában agyvérzést szenvedett. A nagyhercegné 1936. március 1-jén halt meg idősebb leánya amorbachi birtokán családja és Mária román királyné körében.
A nagyhercegné maradványait Coburgban, a szász–coburg–gothai hercegek mauzóleumában helyezték nyugalomra. 1995. március 7-én férjével együtt újratemették a szentpétervári Péter-Pál-székesegyházban, a cári család hagyományos temetkezési helyén.

## Külső hivatkozások
- Életrajzi adatok
- Életrajzi adatok
- Képek, érdekességek Archiválva 2009. március 2-i dátummal a Wayback Machine-ben (angolul)
- Viktorija Fjodorovna orosz nagyhercegné ékszerei (németül)
- Életrajza (angolul)